# دارسي كاميرون
دارسي كاميرون (بالإنجليزية: Darcy Cameron)‏ هو لاعب كرة قدم أسترالية أسترالي، ولد في 18 يوليو 1995.

## وصلات خارجية
- دارسي كاميرون على موقع AustralianFootball.com (الإنجليزية)
- دارسي كاميرون على موقع AFLtables.com (الإنجليزية)